# Bartolomeu Português
Bartolomeu Português (Portugal, 1623 – Jamaica, 1669) foi um pirata e corsário português do século XVII. Foi o responsável pelo estabelecimento do primeiro código de regras popularmente conhecido como "O Código da Pirataria", usado posteriormente por piratas como John Philips, Edward Low e Bartholomew Roberts.

## Biografia
Era profundamente católico, andando sempre de crucifixo ao peito.
Chegou ao mar das Caraíbas no início da década de 1660. Em 1662 apoderou-se na costa cubana de Manzanillo duma pequena embarcação que armou com quatro canhões. Com a patente de corso do governador de Jamaica, em 1663, tomou um navio mercante espanhol em Cabo Corrientes, Cuba, que levava 75 000 escudos e 100 000 libras de cacau. Operou depois ao largo de Campeche (atual México) entre 1666 e 1669. Mais tarde, ao largo de Cuba, com a sua embarcação de apenas quatro canhões, uma tripulação de cerca de trinta homens e após dois assaltos ao final dos quais cerca de metade da sua tripulação ficou ferida ou morreu, apresou um galeão espanhol que transportava 70 000 peças de oito e um grande carregamento de cacau. Tentou navegar na direção da Jamaica mas, devido aos fortes ventos foi incapaz de alcançar Port Royal, tendo navegado até ao oeste de Cuba.
Ao alcançar o cabo de Santo António foi capturado em Campeche, no golfo do México, por três navios de guerra espanhóis que vinham em busca do carregamento roubado, julgado e sentenciado à morte. Logrando escapar, após uma violenta tempestade, foi forçado a navegar em direcção de Campeche, onde Bartolomeu foi reconhecido e capturado pelas autoridades. Tendo sido mantido prisioneiro num barco espanhol, conseguiu escapar dando uma facada nas costas do vigia com uma faca roubada. Como supostamente não sabia nadar, usou jarros de vinho como boias que lhe permitiram alcançar a costa.
Viajando através de cerca de 190 quilómetros de selva, Bartolomeu alcançou El Golfo Triste no este de Yucatan e encontrou um barco que o levou de volta a Port Royal, unindo-se depois a outros piratas e corsários. Regressando a Campeche com cerca de vinte homens, capturou o barco onde antes tinha estado prisioneiro e fugiu navegando na posse de mercadoria valiosa nele carregada. No entanto, a embarcação rapidamente naufragou perdendo toda a sua carga, o que aconteceu próximo à Isla de la Juventud, ao largo de Cuba, sabendo-se que naufragou nos Jardines de la Reina.
Com a tripulação sobrevivente, Bartolomeu regressou, embora muito ferido, a Port Royal, donde saiu para o mar mais uma vez. Após isso, nada mais se conhece acerca de sua biografia. Meteu-se depois em outras expedições cujos resultados ignoramos. Alexandre Olivier Exquemelin registrou na obra "Buccaneers of America", publicada na Holanda em 1678, parte das suas façanhas, e que Bartolomeu Português "fez vários e muito violentos ataques a embarcações espanholas sem deles fazer muito lucro, eu o vi morrer na maior miséria do mundo".
Morreu completamente pobre e miserável em 1669 na Jamaica.